# Zinswiller
Zinswiller je občina v departmaju Bas-Rhin francoske regije Alzacija.
Leta 1990 je v občini živelo 754 oseb oz. 24,3 oseb/km².